# Doorfietsroute Ede-Veenendaal
De doorfietsroute Ede-Veenendaal of F112 is een deels gerealiseerde fietssnelweg in de provincies Utrecht en Gelderland. De route verbindt Ede met Veenendaal en is ongeveer 10 km lang. De aanleg en verbetering van fietspaden gebeurde in verschillende stappen tussen 2012 en 2022.
Op de route is sprake van meer voorrang voor fietsers, vlak asfalt, weinig obstakels en weinig hinder van ander verkeer. Hierdoor moet de fiets of elektrische fiets een aantrekkelijker alternatief worden voor de auto tussen de steden.
De route sluit in Ede aan op de doorfietsroute naar Wageningen en in Veenendaal op de snelfietsroute naar Utrecht, die allebei nog niet gereed zijn.

## Tracé
De F112 start in Ede aan de zuidzijde van station Ede-Wageningen. De route volgt een nieuw aangelegd fietspad tussen het spoor en de (Verlengde) Blokkenweg. Daarna loopt de route parallel aan de Frankeneng op een bestaand fietspad, dat in 2022 verbreed wordt, tot het kruispunt met de Galvanistraat, waar een nieuw fietspad is aangelegd. Vanaf het kruispunt volgt de route de fietspaden langs de Galvanistraat, Schutterweg, Pakhuisweg, Maanderbuurtweg en Buurtlaan Oost, waarbij de route onder de A30 en over de A12 loopt. Via de Dragonderweg volgt de route de verbrede Spitsbergenweg. Van het kruispunt Kleine Beer en Vijgendam is een rotonde gemaakt. De Vijgendam is ingericht als fietsstraat.